# 阿剌忒纳失里 (豫王)
阿剌忒纳失里（？—1358年），又作阿忒思纳失里，元朝宗室诸王，高祖父是成吉思汗的孙子、察合台的儿子抹土干，曾祖父是不里，祖父阿只吉，父亲越王秃剌。
阿剌忒纳失里被封为西安王。至大三年（1310年），宁王阔阔出谋不轨，牵连阿剌忒纳失里，流放到诸王伯帖木儿分地。泰定元年（1324年）七月，朝廷命阿剌忒纳失里出镇沙州，赐钞三千锭。泰定四年（1327年），又赐六千锭。天历二年（1329年）十一月，因拥立元明宗、元文宗兄弟有功，将其父越王印赐给他，改封豫王，赐金印。豫王阿剌忒纳失里出镇云南。至顺元年（1330年），赐豫王傅金虎符。秃坚在云南造反，三月，以乞住为云南行省平章政事。六月，分道讨伐秃坚。至顺二年（1331年）三月，阿剌忒纳失里屡战屡捷。四月，平定云南。中书省上奏：“越王秃剌，在武宗时，以绍兴路为食邑，岁赐本路租赋钞四万锭。今其子阿剌忒纳失里袭王封，宜岁给其半。”元文宗同意了。至正十二年（1352年），元顺帝命阿剌忒纳失里讨伐南阳、襄阳、邓州的红巾军。至正十六年（1356年），元顺帝命他与陕西行省官商议军机。九月，收复潼关，未几又失陷，再行收复。至正十七年（1357年）十月，红巾军攻打七盘，阿剌忒纳失里与哈剌不花进讨。十一月，阿剌忒纳失里又和陕西省台官分道攻打关陕。至正十八年（1358年）十月，迁到白海，又迁到六盘，去世。其子答里麻（答儿麻），至正十三年（1353年）以军功，赐西安王印。《元史·诸王表》把越王阿剌忒纳失里、豫王阿剌忒纳失里当成了两个人，认为豫王阿剌忒纳失里是老的的儿子。

## 延伸阅读
[在维基数据编辑]
 《新元史/卷107》，出自柯劭忞《新元史》
 《新元史/卷114》，出自柯劭忞《新元史》